# Alfonso VII di León
Alfonso Raimundez, detto l'Imperatore. Alfonso anche in spagnolo e in asturiano, Alfons in catalano, Afonso in galiziano e in portoghese, Alifonso in aragonese e Alfontso in basco. Adefonsus o Alfonsus in latino (Caldas de Reis, 1º marzo 1105 – Fresneda de la Sierra Tirón, 21 agosto 1157), fu re di Galizia, inclusa la contea del Portogallo dal 1112 al 1126, quando il regno di Galizia fu nuovamente riunito al Regno di Castiglia e León dal 1126 al 1157.

## Origine
Secondo la cronaca di Alberico delle Tre Fontane,
Alfonso era figlio del nobile francese, conte Raimondo di Borgogna e di Urraca, discendente del re di Castiglia e Leon, Ferdinando I, anche gli Anales Toledanos riportano che era figlio di Raimondo di Borgogna e di Urraca (El Rey D. Alfonso, fillo del Conde D. Raymondo è de Doña Urraca), che secondo il Chronicon regum Legionensium, era la figlia del re Alfonso VI e della sua seconda moglie, Costanza di Borgogna.

Raimondo fu il nono (quinto maschio) figlio del conte Palatino di Borgogna e conte de Mâcon Guglielmo I il Grande o l'Ardito (1024-12 novembre 1087), come conferma il documento nº 3615 del Recueil des chartes de l'abbaye de Cluny. Tome 4 (Wilelmus comes Burgundie cum voltate filiorum meorum Rainaldi et Raimundi) e della contessina Stefania di Borgogna (circa 1035-dopo il 1088), di cui non si conoscono con esattezza gli ascendenti.

## Biografia
Secondo gli Anales Toledanos Alfonso era nato il primo marzo 1106 (primer dia de Marcio.....Era MCXLIV).
Suo padre, Raimondo, all'età di 48 anni, morì nel 1107, nel castello di Grajal e fu inumato a Santiago di Compostela, nella cattedrale di San Giacomo, come riporta il Diccionario biográfico español, Real Academia de la Historia e la madre Urraca assunse il titolo di regina di Galizia. 
Nel 1108 le truppe castigliano-leonesi comandate da Álvar Fáñez erano state sconfitte dagli Almoravidi a Uclés, dove, nella battaglia di Uclés, era morto Sancho, il fratellastro di sua madre, come riporta il Chronicon de Cardena, per cui Urraca era divenuta l'erede al trono di León e Castiglia. 

Quindi nel 1109, alla morte del nonno, Alfonso VI, la madre Urraca ereditò il regno di León e Castiglia, ma fu costretta dai nobili del regno a sposare il re di Aragona e di Navarra Alfonso I il Battagliero, che nel 1111 fu incoronato re di León e Castiglia assieme a Urraca, aprendo l'opportunità di unire Castiglia-León con l'Aragona, come riporta lo storico Rafael Altamira.
Il 17 settembre 1111, a Santiago di Compostela, Alfonso fu incoronato re di Galizia da Diego Gelmírez, il vescovo della città, che con Fernando Peres, conte di Trava, fu il suo tutore. La Galizia fu l'unica parte del regno di León e Castiglia che non venne governata dal nuovo re Alfonso I il Battagliero.
L'unione tra la madre e il patrigno fu turbolenta e tumultuosa tanto che sfociò in una guerra civile, durante la quale, nel 1112, Alfonso, re di Galizia, fu proclamato anche re di León e Castiglia e di Toledo, come Alfonso VII. 
Le cronache ci raccontano di una infinita serie di conflitti tra sua madre, Urraca edile patrigno, Alfonso I e menzionano le infedeltà della regina.

Comunque dopo alterne vicende, dopo cinque anni di matrimonio, nel 1114, il papa Pasquale III sancì la separazione tra il re di Aragona Alfonso I il Battagliero e Urraca, che rientrò in possesso di tutti i suoi domini, ma aveva dato inizio a un periodo di profonda instabilità nel regno, in una situazione di confusa guerra civile tra i sostenitori della regina Urraca, di Alfonso I, di Alfonso VII di Galizia (appoggiato dal potente vescovo di Compostela Diego Gelmirez) e la contessa del Portogallo Teresa, con continui cambi di alleanza tra le varie fazioni e il succedersi di ribellioni che si accesero nelle città del regno.
Negli anni seguenti la situazione fu molto instabile e i tutori galiziani di Alfonso VII, con l'appoggio della contessa del Portogallo Teresa, figlia naturale di Alfonso VI e quindi zia di Alfonso VII, respinsero un tentativo della stessa Urraca di reprimere l'indipendenza del regno di Galizia.

Nel documento nº 28 del Recueil des chartes de l'abbaye de Silos, Alfonso VII si cita col titolo di re (Ego Hildefonsus Raymundi Dei gratia rex).

E sempre in quegli anni Alfonso VII cominciò a farsi chiamare imperatore, pare per la prima volta, secondo lo storico medievalista statunitense, Bernard F. Reilly, il 9 dicembre 1117, a Sahagún alla presenza dell'arcivescovo di Toledo e dei vescovi di León, Salamanca, Oviedo e Astorga e di diversi magnati del regno di Galizia.
Nel 1121 Diego Gelmirez, promosso arcivescovo di Santiago di Compostela, dal papa Callisto II, organizzò un complotto con la complicità di Fernando Peres conte di Trava, cui partecipò anche Teresa, per portare il nipote del papa, il re di Galizia, Alfonso Raimundez sul trono al posto della madre, che immediatamente attaccò la sorellastra occupando la contea del Portogallo sino al fiume Duero. Teresa e il conte di Trava si rifugiarono nel castello di Lanhoso, dove furono assediati e dove, secondo il Reilly, Teresa e Fernando Peres conte di Trava divennero amanti e forse si sposarono.

Non si sa come ma Teresa riuscì a cavarsela e, riconoscendosi vassalla di Urraca, venne confermata contessa di Portogallo; quindi ricevette il dominio sui distretti di Zamora, Toro, Salamanca e Avila.
Alfonso VII conservò il trono di Galizia, e la fase di instabilità perdurò fino alla morte di Urraca, avvenuta nel 1126; Urraca morì, secondo il Chronica Adefonsi Imperatoris I, l'8 marzo, nel Regno di León (in un castello della località di Saldaña (Palencia), e fu tumulata a León, nel Pantheon dei Re (mausoleo) della Real Basílica di Sant'Isidoro. Secondo la Cronaca Burgense Urraca morì nel 1126 ("Era MCLXIV obiit Urraca Regina"), mentre secondo i Chronicon Compostellani Urraca morì nel castello di Saldaña durante il parto di un figlio illegittimo (apud castrum Saldaña sextos Idus Martii in Era MCLXIIII in partu adulterini filii vitam infelicem finivit), mentre secondo gli Annales Compostellani Urraca morì a Dicembre (VII ius Decemb.).

Finalmente Alfonso VII poté entrare in possesso dei suoi titoli. 
Sua zia, Teresa, alla morte della sorellastra, non ritenendosi più vincolata ai patti del 1121, non riconobbe come suo superiore il nuovo re di León e Castiglia. 

Nella primavera del 1127, Alfonso attaccò il Portogallo e in sei settimane obbligò Teresa a riconoscere la sua supremazia, e, mentre Alfonso Henriques, il figlio di Teresa assediato a Guimarães, non più in grado di resistere all'assedio delle truppe di Alfonso Raimundez, Egas Moniz, in quanto tutore promise a nome del figlio della contessa del Portogallo, Alfonso Henriques, che si sarebbe considerato per il futuro vassallo della corona di León e Castiglia, e si fece garante dell'accordo. L'assedio fu tolto.
Però Alfonso Henríquez, figlio di Teresa, che nel 1128 aveva sconfitto la madre a San Mamede, vicino a Guimarães, diventato conte del Portogallo, non si riconobbe vassallo, Egas Moniz si recò alla corte di León e Castiglia e si presentò al re, accompagnato dalla moglie e dai figli, scalzo e con una corda al collo, chiedendo di lasciargli redimere con la morte la parola mancata. Con questa nobile azione ottenne il perdono reale e l'episodio fu scolpito sulla sua tomba.
I rapporti con il patrigno Alfonso I il Battagliero, re di Aragona e di Navarra, furono spesso conflittuali e gli costarono alcuni territori castigliani (Calahorra, e le province di Gipuzkoa e di Álava).
Nel novembre 1128 Alfonso VII si era sposato a Saldaña con Berenguela di Barcellona (1108 – 1149), che, secondo gli Ex Gestis Comitum Barcinonensium era la figlia primogenita del conte di Barcellona, Gerona, Osona e Carcassonne, Raimondo Berengario III e la sua seconda moglie, la contessa di Provenza e Gévaudan, Dolce I (1090-1129) e pertanto sorella dell'erede Raimondo Berengario.

Il matrimonio viene confermato da diversi documenti di donazioni all'abbazia di Cluny:
- il nº 4038, datato 1132 (Ego rex Aldefonsus, cum uxore mea regina Berengaria)[30]
- il nº 4072, datato Luglio 1142 (Ego Aldefonsus Hyspanie imperator una cum uxore mea Berengaria)[31]
- il nº 4073, datato Agosto 1142 (Ego Aldefonsus Hyspanie imperator una cum uxore mea Berengaria)[32]
- il nº 4076, datato 1143 (Ego Aldefonsus Hyspanie imperator una cum uxore mea Berengaria)[33].

Nel 1130, dopo la morte della madre, Alfonso Henríquez invase il sud della Galizia, che era stato feudo di Teresa e da lì ogni anno faceva incursioni in Galizia con l'appoggio di parte della nobiltà galiziana. 
Nel 1134, alla morte del patrigno, rivendicò immediatamente i territori castigliani invadendo la Navarra e in seguito l'Aragona, occupandone la capitale, Saragozza, che sarà abbandonata nel 1140, in cui fu incoronato re, portando il confine della Castiglia al fiume Ebro. Stabilita così la supremazia su tutti i regni cristiani assunse, nel 1135, il titolo di Imperatore e fu incoronato il 26 maggio nella Cattedrale di León.
Nel 1137 Alfonso Henriques appoggiò una rivolta galiziana e quando, dopo la vittoria di Cerneja sulle truppe leonesi, stava per annettersi la Galizia, i Mori attaccarono il sud della contea del Portogallo, sconfiggendolo a Tomar e conquistarono la fortezza di Leiria, appena costruita nel 1135; allora  Alfonso VII, radunato un esercito a Tui, invase il Portogallo e, con la pace di Tui, indusse il cugino e tutti i suoi baroni alla sottomissione.
Nel 1139 Alfonso Henríquez, dopo una vittoria sui Mori, iniziò a considerarsi re del Portogallo e nel 1140 invase ancora la Galizia; l'imperatore, a Valdevez, gli propose una tregua che fu accettata. Da quel giorno non annoverò più il Portogallo tra i suoi possedimenti e nel 1143 fu sancita la pace di Zamora: di fronte al legato del papa Innocenzo II, il cardinale Guido da Vico, in cambio della signoria di Astorga, Alfonso VII riconobbe il titolo di re del Portogallo al cugino, Alfonso Henríquez, che divenne Alfonso I del Portogallo detto il Conquistatore.  

Contemporaneamente Alfonso VII riconobbe validità al contratto di matrimonio tra suo cognato, il conte di Barcellona Raimondo Berengario IV, che da allora venne chiamato "principe di Aragona" e Petronilla di Aragona, giovane regina d'Aragona, accettando così l'unione di tutte le contee catalane con l'Aragona, e di fatto un grande regno d'Aragona.

Mappa della penisola iberica alla morte di Alfonso VII, con la zona occupata dagli Almohadi e i regni di Portogallo (P), Galizia-León (L), Castiglia (C), Navarra (N) e Aragona (A).

Tra il 1139 e il 1140 a Carrión de los Condes, Alfonso VII stipulò un trattato con il principe d'Aragona e conte di Barcellona Raimondo Berengario IV, che fissava i confini tra Castiglia ed Aragona e lo impegnava in una guerra di conquista contro la Navarra; dopo aver sconfitto il re di Navarra, García IV Ramírez, nel 1140, a Tudela, firmò, una pace separata, suggellata da un impegno matrimoniale per i propri figli, Bianca di Navarra e Sancho di Castiglia, con Garcia IV che si confermava suo vassallo, come riporta la Gran enciclopedia catalana.

Dopo il 1140 l'impero degli Almoravidi, sotto l'emiro ʿAlī b. Yūsuf, si cominciò a sgretolare e sotto il suo successore, Tāshfīn ibn ʿAlī (1143-1145), finì di essere travolto da un'anarchia che portò in al-Andalus un secondo periodo dei regni di Taifa; per cui Alfonso VII ne approfittò facendo diverse conquiste, tra cui il forte di Rueda, Cordova (1144), la fortezza di Aurelia, presso l'odierna Colmenar de Oreja, Coria, nel 1147, Almería e, nel 1148, Tortosa. 

Nel 1151 firmò il Trattato di Tudilén con Raimondo Berengario IV, che, oltre che a essere in chiave anti-navarrese, riservava alla Castiglia la conquista delle terre musulmane a sud della Murcia.
Nel luglio del 1152, dopo essere rimasto vedovo, Alfonso VII, come riporta il De Rebus Hispaniæ di Rodrigo Jiménez de Rada aveva contratto un secondo matrimonio con Richenza o Riquelda.(circa 1140-1185), figlia del principe di Polonia, duca di Cracovia e di Slesia, Ladislao II (fuggito da Cracovia, nel 1146), detto l'Esiliato (1105-1159), e di Agnese (Cristina) di Babenberg (1111-1157, figlia del Margravio d'Austria Leopoldo III e di Agnese di Waiblingen, a sua volta discendente dell'imperatore Enrico IV e sorellastra dell'imperatore Corrado III e del duca Federico II di Svevia).. 

Il matrimonio viene confermato da una donazione alla cattedrale di Segovia, come riporta la Historia de la insigne ciudad de Segovia (Adefonsus imperator Hyspanie una cum uxore mea imperatrice domna Rica).
Nel 1157 Alfonso VII conquistò ancora la città di Jaén.
Gli Almohadi, che avevano preso il sopravvento in Nordafrica e, dal 1146, avevano iniziato l'invasione della penisola iberica, costrinsero Alfonso VII a fortificare la frontiera e a fare una guerra difensiva; in quello stesso 1157 Alfonso perse il controllo di Almería e pochi mesi dopo morì a Fresneda, nel Paro naturale di Despeñaperros Provincia di Jaén, come conferma il Chronicon Burgense (Era MCXCV. obiit Alfonsus Imperator); il Chronicon Lusitanum riporta che morì nel mese di settembre (Aera 1195 mense Settembri obiit D. Alfonsus Imperator, filius Comitis D. Raymundi et Reginæ D. Orracæ).

Alfonso fu inumato nella Cattedrale di Santa María de Toledo. Alla sua morte il regno fu diviso: Sancho gli succedette nel regno di Castiglia, mentre Ferdinando gli succedette nel regno di León.

## Discendenza
Alfonso da Berenguela ebbe sette figli, da Richenza due ed altre due figlie illegittime da altrettante amanti.
Da Berenguela ebbe:
- Sancho III di Castiglia (1134 - 1158)], come conferma il De Rebus Hispaniæ di Rodrigo Jiménez de Rada[42], che fu re di Castiglia, come conferma il Chronicon Burgense (Rex Sancius filius Imperatoris)[21]
- Raimondo di Castiglia (circa 1136 - 1151), citato in un documento datato 1136 (Raymundo filio Adefonsi imperatoris et domine Berengarie)[8]
- Ferdinando II di León (1137 - 1188)[42], re di León, come confermano gli Annales Compostellani (Fernandus Rex Legionis)[49]
- Costanza di Castiglia (1138 - 6 ottobre 1160), sposata nel 1154 con il re Luigi VII di Francia, citata erroneamente col nome di Elisabeth (Elisabeth nupsit Ludovico Regi Francorum) da Rodrigo Jiménez de Rada[42]
- Sancha di León e Castiglia (1139 - 5 agosto 1177), come riporta il De Rebus Hispaniæ di Rodrigo Jiménez de Rada, citata erroneamente col nome di Beatiam[42]sposata nel 1153 con il re Sancho VI di Navarra, come riportano gli Anales Toledanos (la Reyna de Navarra, filla del Emperador)[50]
- Garcia di Castiglia (marzo 1142 - settembre o dicembre 1146), come riportano gli Annales Compostellani (Garsias Infans, filius Ald. Imperatoris)[49]
- Alfonso di Castiglia (circa 1145 - prima del gennaio 1149), citato nelle Memorias de las reynas catholicas, vol. 1[51].

Da Richenza ebbe:
- Ferdinando di Castiglia (circa 1153 - Toledo, prima del 21 agosto 1157), citato nel Sepulcros de la Casa Real de Castilla (Madrid) (non consultato)[8]
- Sancha di Castiglia (circa 1155 - Sijena, 9 novembre 1208), sposò a Saragozza, il 18 gennaio 1174, il re di Aragona Alfonso II il Casto, come confermano gli Ex Gestis Comitum Barcinonensium (Ildefonsus...Duxit nempte uxorem Sanciam nomine, filiam Imperatoris Magni Ildefonsi de Castellæ)[52].

Come riporta la Chronica Adefonsi Imperatoris dall'amante Gontroda Pérez, figlia del conte Pedro Diaz e vedova del conte Gutiérrez Sebastianiz ebbe:
- Urraca Alfonso di Castiglia[53], detta l'Asturiana (1132 - Palencia, 26 ottobre 1164), sposò a León, nel 1144, il re di Navarra García IV Ramírez di Navarra[54] e poi in seconde nozze, verso il 1163, il governatore delle Asturie Álvaro Rodríguez de Castro (?-dopo il 3 novembre 1187).

Dall'amante Urraca Fernández de Castro, figlia di Fernando García de Castro e vedova del conte Rodrigo Martínez, ebbe:
- Stefania Alfonso di Castiglia (3 febbraio 1148 - 1º luglio 1180), sposò nel 1168 il signore della casa di Castro Ferdinando Rodríguez de Castro (1125 - dopo il 16 agosto 1185), come riporta il Nobiliario de D. Pedro Conde de Bracelos[55].

## Ascendenza
|                         |                           |                              | Genitori                   |  |  | Nonni |  |  | Bisnonni              |  |  | Trisnonni                      |  |
|                         |                           |                              |                            |  |  |       |  |  | Rinaldo I di Borgogna |  |  | Ottone I Guglielmo di Borgogna |  |
|                         |                           |                              |                            |  |  |       |  |  | Rinaldo I di Borgogna |  |  | Ottone I Guglielmo di Borgogna |  |
|                         |                           | Ermentrude di Roucy          |                            |  |  |       |  |  | Rinaldo I di Borgogna |  |  |                                |  |
| Guglielmo I di Borgogna |                           |                              |                            |  |  |       |  |  | Rinaldo I di Borgogna |  |  |                                |  |
|                         |                           | Alice di Normandia           | Riccardo II di Normandia   |  |  |       |  |  |                       |  |  |                                |  |
|                         |                           | Alice di Normandia           | Riccardo II di Normandia   |  |  |       |  |  |                       |  |  |                                |  |
|                         |                           | Alice di Normandia           | Giuditta di Bretagna       |  |  |       |  |  |                       |  |  |                                |  |
| Raimondo di Borgogna    |                           | Alice di Normandia           |                            |  |  |       |  |  |                       |  |  |                                |  |
|                         |                           | Adalberto III di Longwy      | …                          |  |  |       |  |  |                       |  |  |                                |  |
|                         |                           | Adalberto III di Longwy      | …                          |  |  |       |  |  |                       |  |  |                                |  |
|                         |                           | Adalberto III di Longwy      | …                          |  |  |       |  |  |                       |  |  |                                |  |
| Stefania di Vienne      |                           | Adalberto III di Longwy      |                            |  |  |       |  |  |                       |  |  |                                |  |
|                         |                           | Clemenza di Foix             | …                          |  |  |       |  |  |                       |  |  |                                |  |
|                         |                           | Clemenza di Foix             | …                          |  |  |       |  |  |                       |  |  |                                |  |
|                         |                           | Clemenza di Foix             | …                          |  |  |       |  |  |                       |  |  |                                |  |
| Alfonso VII di León     |                           | Clemenza di Foix             |                            |  |  |       |  |  |                       |  |  |                                |  |
|                         | Ferdinando I di Castiglia | Sancho III Garcés di Navarra |                            |  |  |       |  |  |                       |  |  |                                |  |
|                         | Ferdinando I di Castiglia | Sancho III Garcés di Navarra |                            |  |  |       |  |  |                       |  |  |                                |  |
|                         | Ferdinando I di Castiglia | Munia di Castiglia           |                            |  |  |       |  |  |                       |  |  |                                |  |
| Alfonso VI di Castiglia | Ferdinando I di Castiglia |                              |                            |  |  |       |  |  |                       |  |  |                                |  |
|                         |                           | Sancha I di León             | Alfonso V di León          |  |  |       |  |  |                       |  |  |                                |  |
|                         |                           | Sancha I di León             | Alfonso V di León          |  |  |       |  |  |                       |  |  |                                |  |
|                         |                           | Sancha I di León             | Elvira Menéndez de Melanda |  |  |       |  |  |                       |  |  |                                |  |
| Urraca I di León        |                           | Sancha I di León             |                            |  |  |       |  |  |                       |  |  |                                |  |
|                         |                           | Roberto I di Borgogna        | Roberto II di Francia      |  |  |       |  |  |                       |  |  |                                |  |
|                         |                           | Roberto I di Borgogna        | Roberto II di Francia      |  |  |       |  |  |                       |  |  |                                |  |
|                         |                           | Roberto I di Borgogna        | Costanza d'Arles           |  |  |       |  |  |                       |  |  |                                |  |
| Costanza di Borgogna    |                           | Roberto I di Borgogna        |                            |  |  |       |  |  |                       |  |  |                                |  |
|                         |                           | Hélie de Sémur               | Dalmazio di Semur          |  |  |       |  |  |                       |  |  |                                |  |
|                         |                           | Hélie de Sémur               | Dalmazio di Semur          |  |  |       |  |  |                       |  |  |                                |  |
|                         |                           | Hélie de Sémur               | Aremburga                  |  |  |       |  |  |                       |  |  |                                |  |
|                         |                           | Hélie de Sémur               |                            |  |  |       |  |  |                       |  |  |                                |  |

## Galleria d'immagini

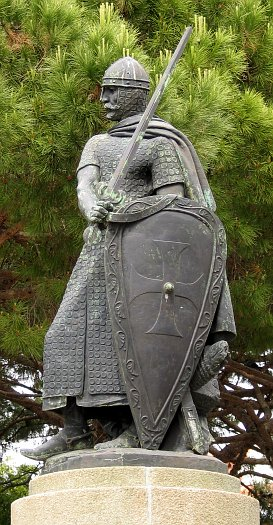
Statua del primo re del Portogallo, Alfonso Henriquez, il Conquistatore nel Castello di São Jorge a Lisbona
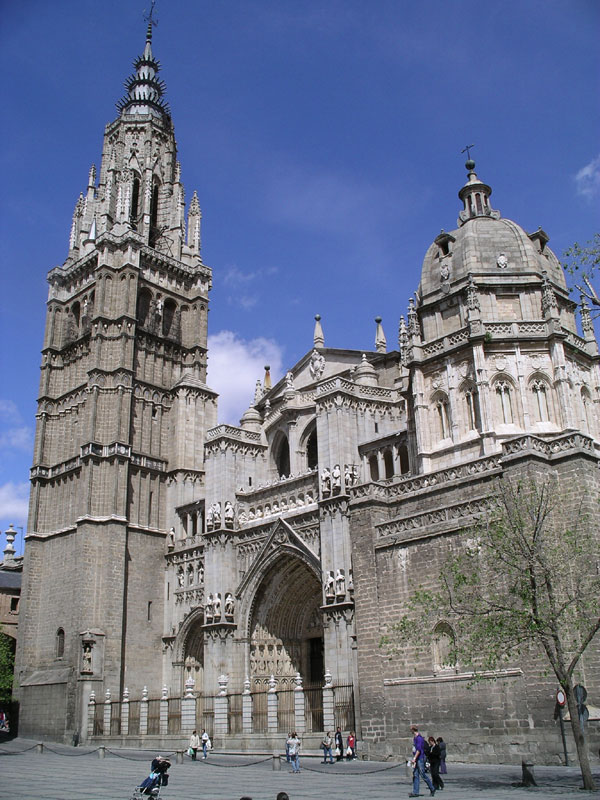
Cattedrale di Santa María de Toledo, dov'è sepolto Alfonso VII

### Fonti primarie
- (LA)  Monumenta Germaniae Historica, Scriptores, tomus IX.
- (LA)  Monumenta Germaniae Historica, Scriptores, tomus XXIII.
- (LA)  Recueil des chartes de l'abbaye de Cluny. Tome 4.
- (LA)  Recueil des chartes de l'abbaye de Cluny. Tome 5.
- (LA)  Recueil des historiens des Gaules et de la France. Tome 12.
- (LA)  Recueil des chartes de l'abbaye de Silos.
- (LA)  Historia de los reyes de Castilla y de Leon, Volume 1
- (LA)  #ES España sagrada, Volume 14.
- (LA)  #ES España sagrada, Volume 23.
- (LA)  #ES Historia de la insigne ciudad de Segovia, Tome I
- (EN)  The World of El Cid: Chronicles of the Spanish Reconquest, Chronicon regum Legionensium
- (ES)  #ES Nobiliario de D. Pedro Conde de Bracelos

### Letteratura storiografica
- Rafael Altamira, "La Spagna (1031-1248)", in «Storia del mondo medievale», vol. V, 1999, pp.865–896
- Edgar Prestage, "Il Portogallo nel Medioevo", in «Storia del mondo medievale», vol. VII, 1999, pp.576–610
- (EN)  The Kingdom of León-Castilla under King Alfonso VI
- (EN)  The Kingdom of León-Castilla under Queen Urraca
- (EN)  Chronica Adefonsi Imperatoris
- (ES)  #ES Memorias de las reynas catholicas, vol. 1